# Ophiusa jaderensis
Ophiusa jaderensis là một loài bướm đêm trong họ Erebidae.